# フランク・ベルナップ・ロング
フランク・ベルナップ・ロング・Jr（Frank Belknap Long, Jr, 1903年4月27日 - 1994年1月3日)は、アメリカのホラー小説家、SF作家、詩人。
『スーパーマン』や『グリーンランタン』などのアメリカン・コミックスの原作を手がけたこともある。アメリカ合衆国ニューヨーク生まれ。ニューヨーク大学中退。
ハワード・フィリップス・ラヴクラフトとの交友は双方のアマチュア時代から生涯にわたり、文字通り弟分ともいえる存在であった。
『ウィアード・テイルズ』誌1924年11月号に "The Desert Lich" を発表してデビュー。以降、『ウィアード・テイルズ』および『アスタウンディング・サイエンス・フィクション』誌に精力的に寄稿。 
クトゥルフ神話関連のものも執筆。ラヴクラフト・サークルの最古参であり、第1号クトゥルフ神話『喰らうものども』を執筆したことで以降の発展の嚆矢となった。作中要素においては、ティンダロスの猟犬を考案したことでも知られている。
生涯に25の小説、150の短編小説、8つの短編集、3つの詩集、その他多くのノンフィクションや漫画の原作を残した。

## 作品（日本語訳されたもの）

### クトゥルフ神話関連
- 「喰らうものども」 The Space-Eaters（「怪魔の森」の訳題あり）
- 「ティンダロスの猟犬」 The Hounds of Tindalos
- 「千の足を持つ男」 The Man with a Thousand Legs [5]
- 「エジプトからの来訪者」 A Visitor from Egypt [6]
- 「脳を喰う怪物」 The Brain-Eaters
- 「恐怖の山」 The Horror from the Hills（「夜歩く石像」の訳題あり）
- 「暗黒の復活」 Dark awakening
- 「彼方よりの挑戦」 The Challenge from Beyond （C・L・ムーア、エイブラハム・メリット、H・P・ラヴクラフト、ロバート・E・ハワードとの合作）
- 「レッド・フック街のH・P・ラヴクラフト」 H. P. Lovecraft in Red Hook

### 短編
- 「死のおもかげ」 Harvest of Death
- 「水棲人の反乱」 The Great Cold
- 「人口調査係」 The Census Taker
- 「月面植物殺人事件」 Plants Must Grow（宇宙探偵ジョン・カーステアーズシリーズのうちの一作で、シリーズで唯一邦訳されている）
- 「最後の人々」 The Last Men
- 「海の大蛭」 The Ocean Leech
- 「ハロウィーンの恋人」 Lover in the Wildwood
- 「漂流者の手記」 The Sea-Thing（The Sea Thing とも表記される）

## 関連事項
- チャウグナル・ファウグン